# Decantha
Decantha is een geslacht van vlinders van de familie sikkelmotten (Oecophoridae), uit de onderfamilie Oecophorinae.

## Soorten
- D. borkhausenii (Zeller, 1839)
- D. iagathella (Walsingham, 1903)
- D. luquetiella Vives, 1986
- D. minuta Busck, 1914
- D. stecia Hodges, 1974
- D. stonda Hodges, 1974
- D. tristra Hodges, 1974